# American Gangster (album)
American Gangster è il decimo album del rapper statunitense Jay-Z, pubblicato nel 2007 da Roc-A-Fella e Def Jam.

## Descrizione e ricezione
| Recensione           | Giudizio |
| -------------------- | -------- |
| AllMusic             |          |
| Robert Christgau     | *        |
| Entertainment Weekly | B+       |
| RapReviews           |          |
| PopMatters           |          |
| Prefix               |          |
| The New York Times   |          |
| The A.V. Club        | A-       |
| NOW                  |          |
| Pitchfork            |          |
| Rolling Stone        |          |
| Q                    |          |

Ottiene 83/100 su Metacritic, punteggio basato su 25 recensioni.
Per il suo decimo album in studio solista, Jay-Z ritorna al mafioso rap, raccontando motivazioni, ascesa e caduta di un uomo all'interno del mondo della droga: si tratta del primo concept album di Jay-Z, che si è ispirato al film omonimo. I critici musicali non trovano punti deboli all'interno del disco, ma nemmeno punti salienti. The Hitmen di Diddy e Just Blaze producono la maggior parte del disco, tra gli altri produttori sono presenti The Neptunes, Jermaine Dupri e No I.D.. Collaborano, tra gli ospiti, Beanie Sigel, Lil Wayne e Nas.

## Tracce
1. Intro (Idris Elba) – 2:00 – Chris Flame, Idris "Driis" Elba (co-prod.)
2. Pray – 4:24 – Diddy, Sean C, LV
3. American Dreamin' – 4:47 – Diddy, Sean C, LV, Mario Winans (co-prod.)
4. Hello Brooklyn 2.0 (featuring Lil Wayne) – 3:55 – Bigg D
5. No Hook – 3:13 – Diddy, Sean C, LV
6. Roc Boys (And the Winner Is)... – 4:12 – Diddy, Sean C, LV
7. Sweet – 3:26 – Diddy, Sean C, LV
8. I Know – 3:42 – The Neptunes
9. Party Life – 4:29 – Diddy, Sean C, LV
10. Ignorant Shit (featuring Beanie Sigel) – 3:41 – Just Blaze
11. Say Hello – 5:26 – Toomp
12. Success (featuring Nas) – 3:30 – No I.D., Jermaine Dupri (co-prod.)
13. Fallin' – 4:06 – Jermaine Dupri, No I.D. (co-prod.)

Tracce bonus
1. Blue Magic – 4:10 – The Neptunes
2. American Gangster – 3:40 – Just Blaze

## Classifiche

### Classifiche settimanali
| Classifica (2007)         | Posizione massima |
| ------------------------- | ----------------- |
| Belgio (Vallonia)         | 88                |
| Canada                    | 3                 |
| Francia                   | 58                |
| Germania                  | 99                |
| Norvegia                  | 29                |
| Paesi Bassi               | 64                |
| Regno Unito               | 30                |
| Stati Uniti               | 1                 |
| US Top R&B/Hip-Hop Albums | 1                 |
| US Top Rap Albums         | 1                 |
| Svizzera                  | 17                |

### Classifiche di fine anno
| Classifica (2007)         | Posizione massima |
| ------------------------- | ----------------- |
| Stati Uniti               | 115               |
| US Top R&B/Hip-Hop Albums | 28                |
| US Top Rap Albums         | 12                |
| Classifica (2008)         | Posizione massima |
| Stati Uniti               | 57                |
| US Top R&B/Hip-Hop Albums | 10                |
| US Top Rap Albums         | 4                 |